# Uwe-Jens Jürgensen
Uwe-Jens Jürgensen (* 26. September 1941 in Bad Bibra; † 8. September 2024 in Altötting) war ein deutscher Internist.

## Leben
Jürgensens Vater war Lehrer und fiel im Dezember 1941 in Russland. Die Mutter heiratete 1950 erneut.
Nach der Grundschule in Bad Bibra besuchte Jürgensen ab 1955 die Landesheimschule Schulpforta. Um Medizin studieren zu können, diente er ab 1959 zwei Jahre beim Mot.-Schützenregiment 18 der  11. motorisierten Schützendivision in Weißenfels. Ab 1961 studierte er an der  Medizinischen Akademie Magdeburg Medizin. 1966 heiratete er die OP-Schwester Elke-Margarita Ebers. Die Doktorarbeit schrieb er bei dem  habilitierten  Hämatologen Karl-Heinz Klare. Als Klare Leibarzt von Willi Stoph (und Professor) wurde, übernahm der  Rheumatologe Wolfgang Keitel die Betreuung der Arbeit. Jürgensen wurde 1967 in Magdeburg zum Dr. med. promoviert.
Um eine Zuzugsgenehmigung für Ost-Berlin zu erhalten und zu seiner Frau ziehen zu können, musste er wieder einrücken. Als Arzt und Fliegeroffizier diente er zwei Jahre bei den  Luftstreitkräften der Nationalen Volksarmee, im Fliegerbataillon Strausberg.
Ab 1969 arbeitete er im Regierungskrankenhaus der DDR, wo sein Doktorvater ihn schon immer haben wollte. 1976 wurde er Oberarzt und Abteilungsleiter in der Klinik und Poliklinik für Diplomaten (im Nachbargebäude). In den 40 Jahren des Regierungskrankenhauses blieb Jürgensen unter den Ärzten der einzige „Abweichler“. Sein Stiefvater und seine Mutter  verrieten seinen Fluchtplan beim Staatssicherheitsdienst. Ab Februar 1980 stand Jürgensen unter ständiger Beobachtung von neun (zehn) MfS-Agenten. Mit seiner Frau wurde er bei Antritt einer Urlaubsreise nach Ungarn am 1. August 1981 vom Staatssicherheitsdienst in Treptow verhaftet. Die siebenjährige Tochter kam in ein Kinderheim. Wegen „ungesetzlichen Grenzübertritts“ und „landesverräterischer Agententätigkeit“ wurden die Eltern zu zwei Jahren Zuchthaus verurteilt. Sie verbrachten sie in der  Haftanstalt Berlin-Hohenschönhausen, im Gefängnis Rummelsburg, im  Zuchthaus Cottbus und im  Zuchthaus Bützow (und im  Frauengefängnis Hoheneck). Im Juni 1983 nach Ost-Berlin entlassen, wurde das Ehepaar von zwei Männern des Staatssicherheitsdienstes und einem Mitarbeiter der Zollverwaltung der DDR beobachtet. Elmar Pieroth und Heinrich Windelen verhandelten mit Wolfgang Vogel über den Häftlingsfreikauf. Oskar Fischer war dafür, Herbert Häber dagegen. Im Februar 1984 konnte Jürgensen mit seiner Frau und der Tochter nach West-Berlin übersiedeln. In Mühldorf am Inn übernahm er am 1. Oktober 1984 eine Arztpraxis.

## Werke
- mit Elke Jürgensen und Volker Ebers: Im Netz der Stasi, erst verraten – dann verkauft. Haag + Herchen, Frankfurt am Main 2008. ISBN 978-3864400261; 3. Auflage, Wismar 2012.
- Dein Herz – deine Gesundheit. Medizinischer Ratgeber für Herz-Kreislauf-Kranke und Gesunde. Wismar 2012.[A 1]